# Schloss Muskau

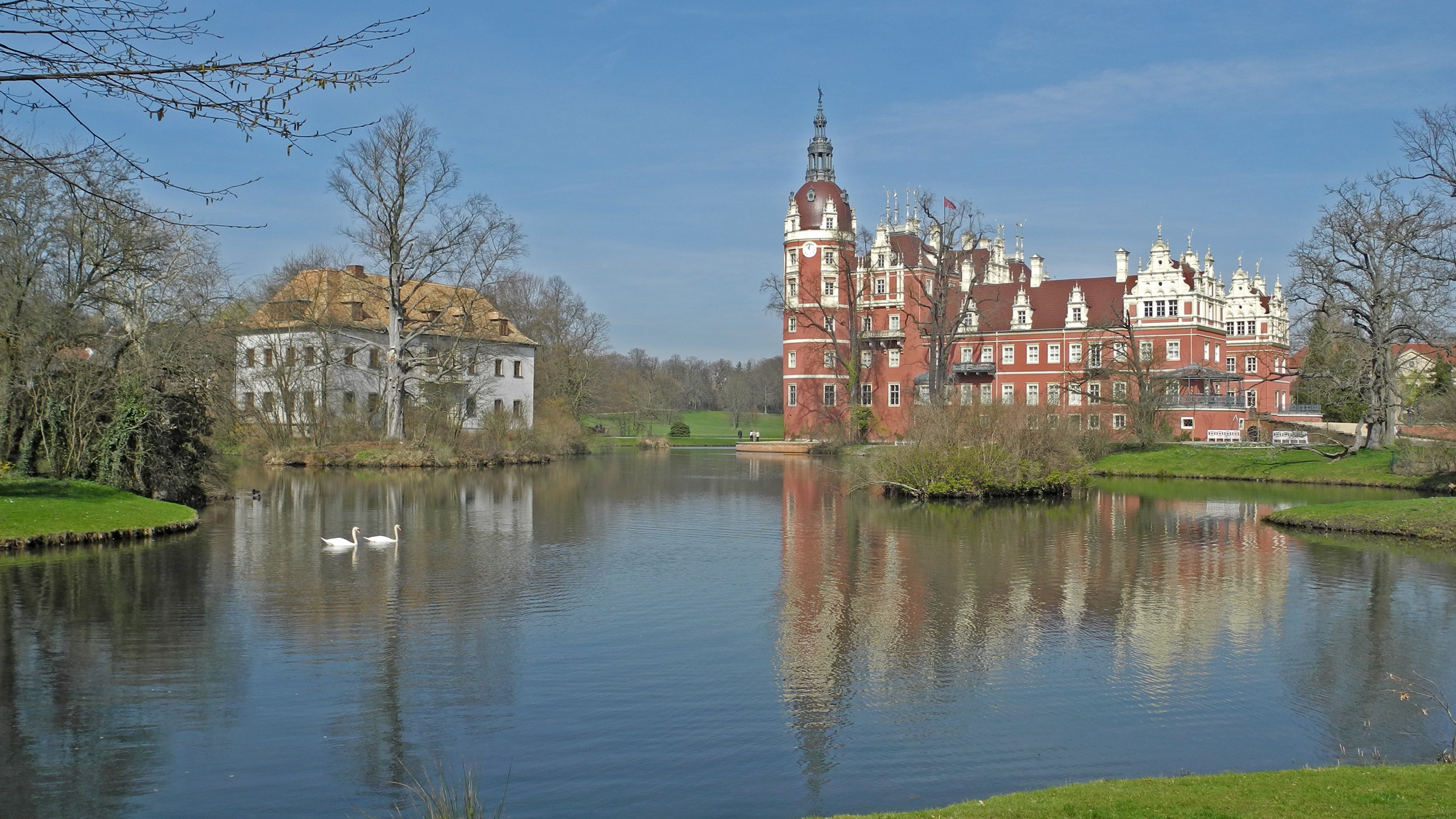
Altes Schloss im Barock-Stil und Neues Schloss im Neorenaissance-Stil

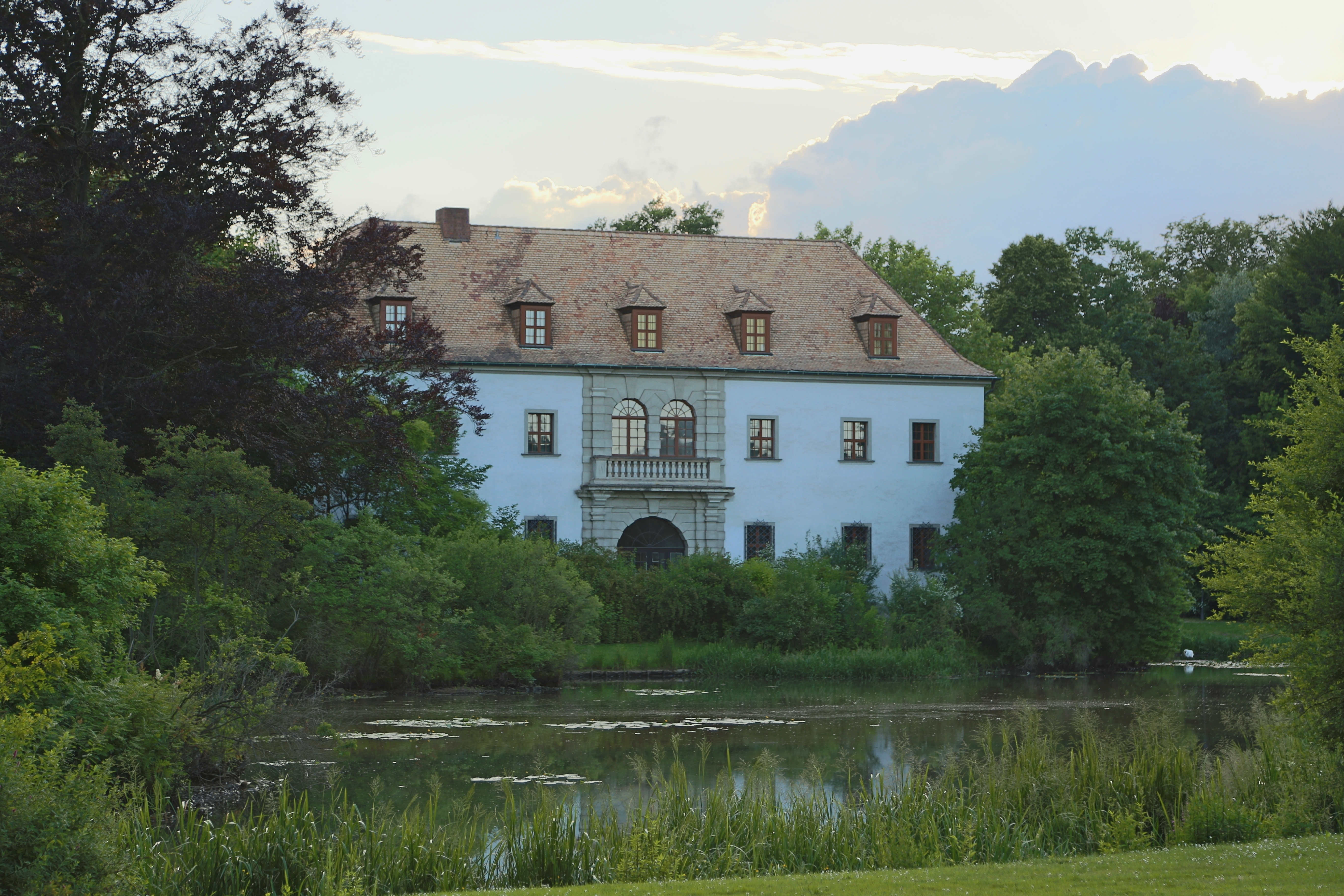
Blick über den Luciesee zum Alten Schloss

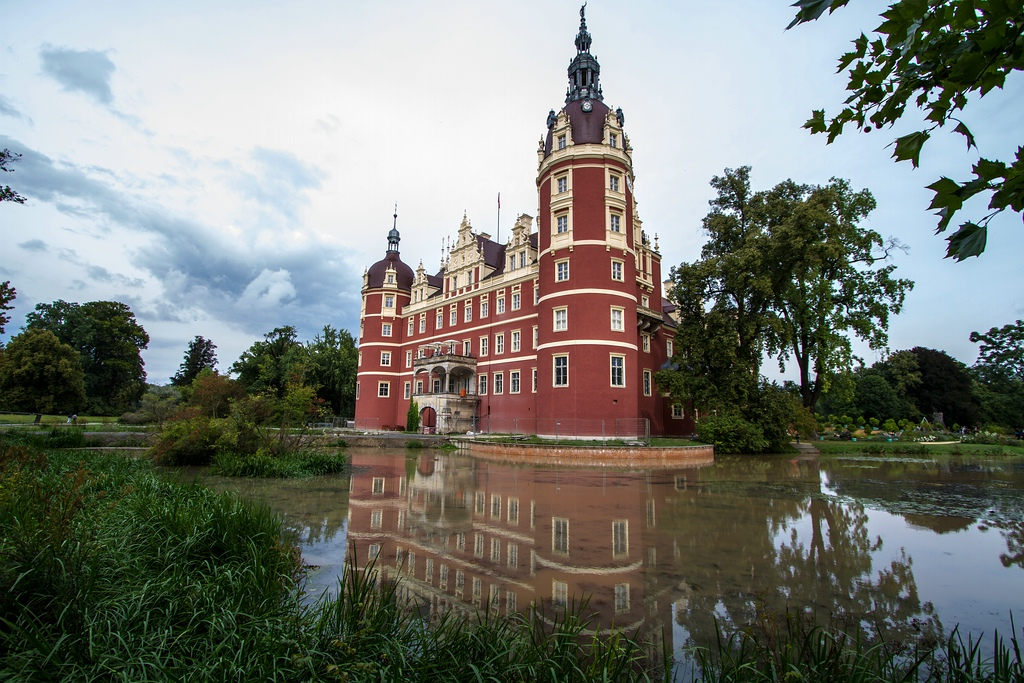
Das Neue Schloss

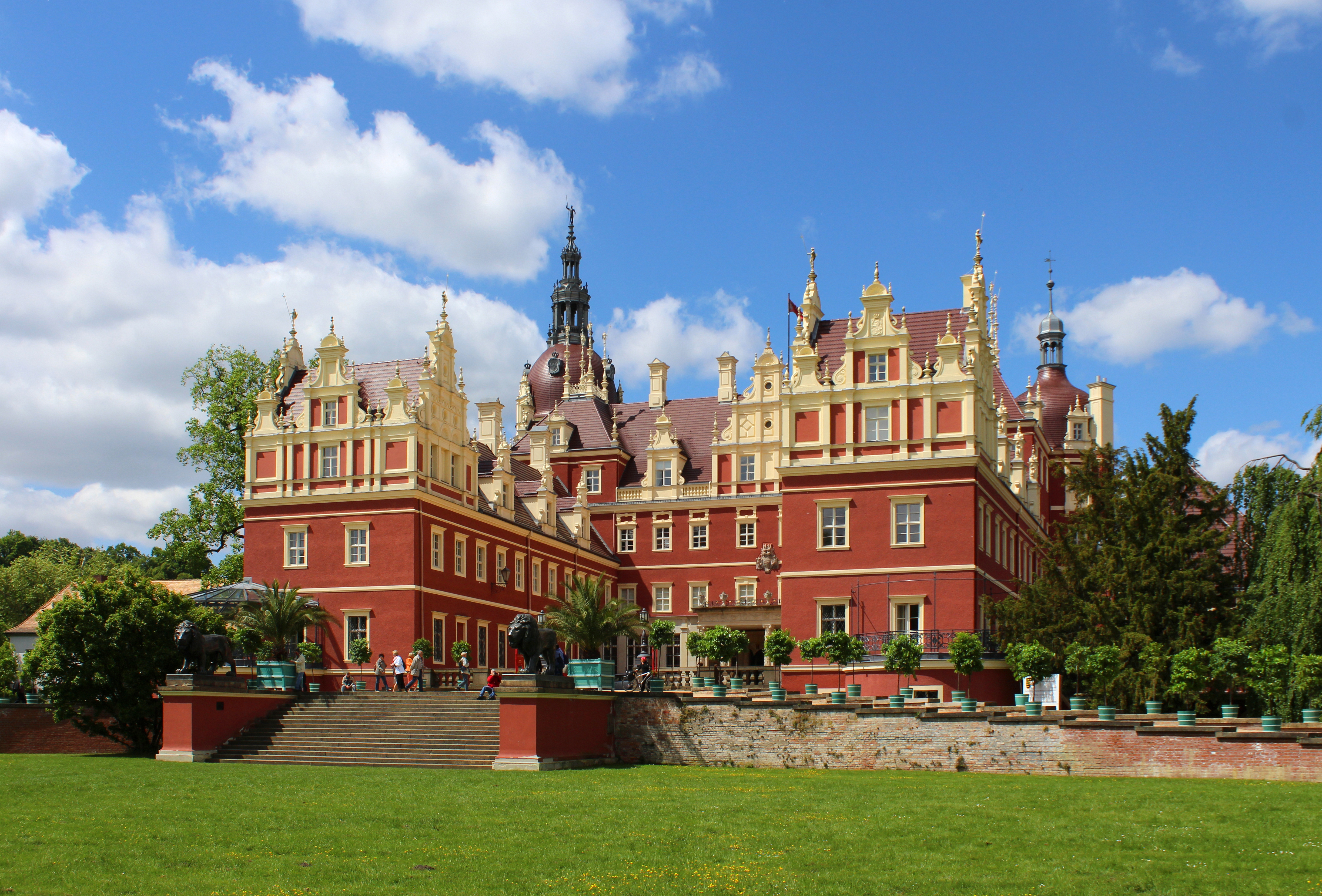
Die Rampe vor dem Neuen Schloss wird seit 2010 wieder von zwei Löwen flankiert.

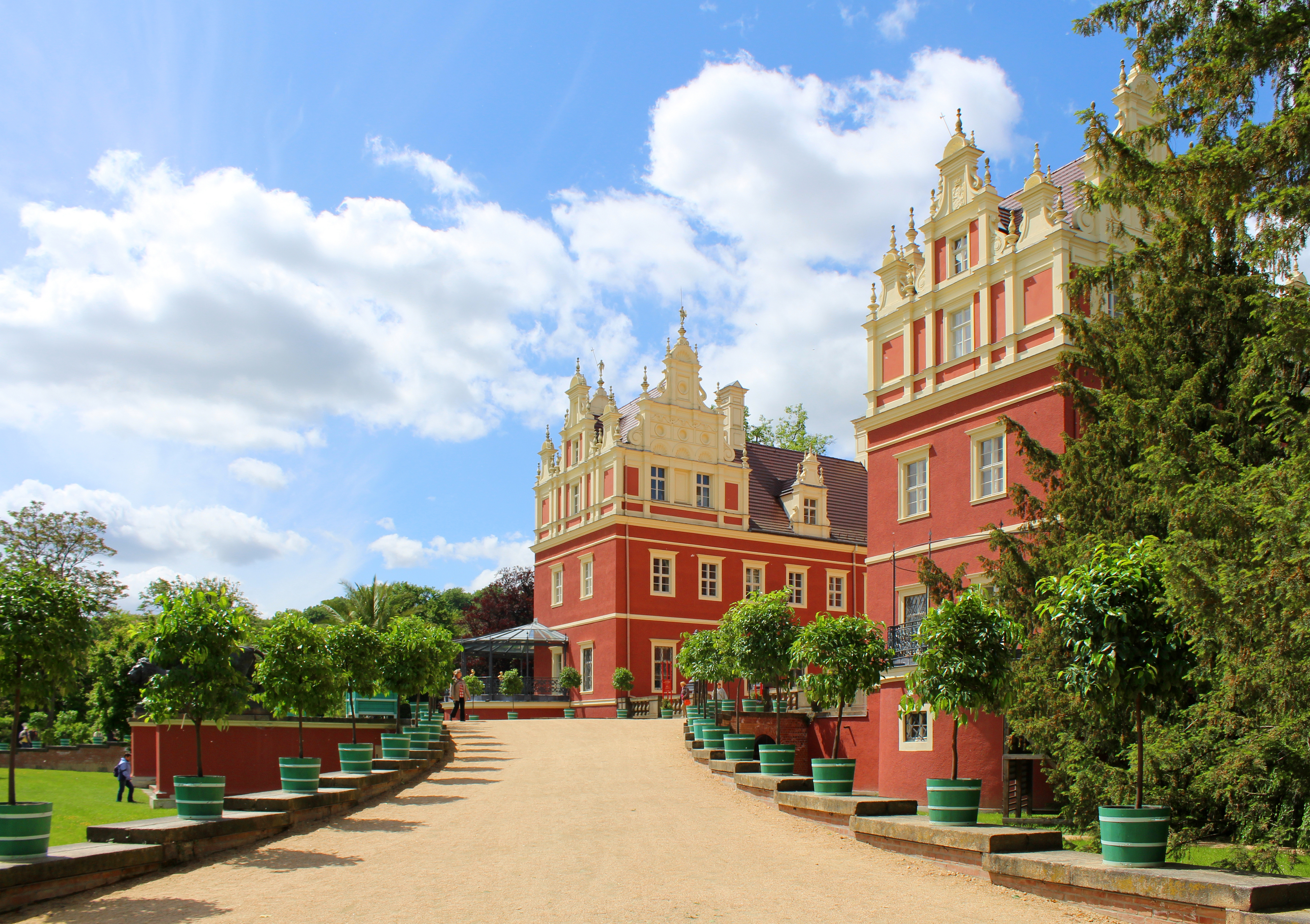
Zugang zum Innenhof

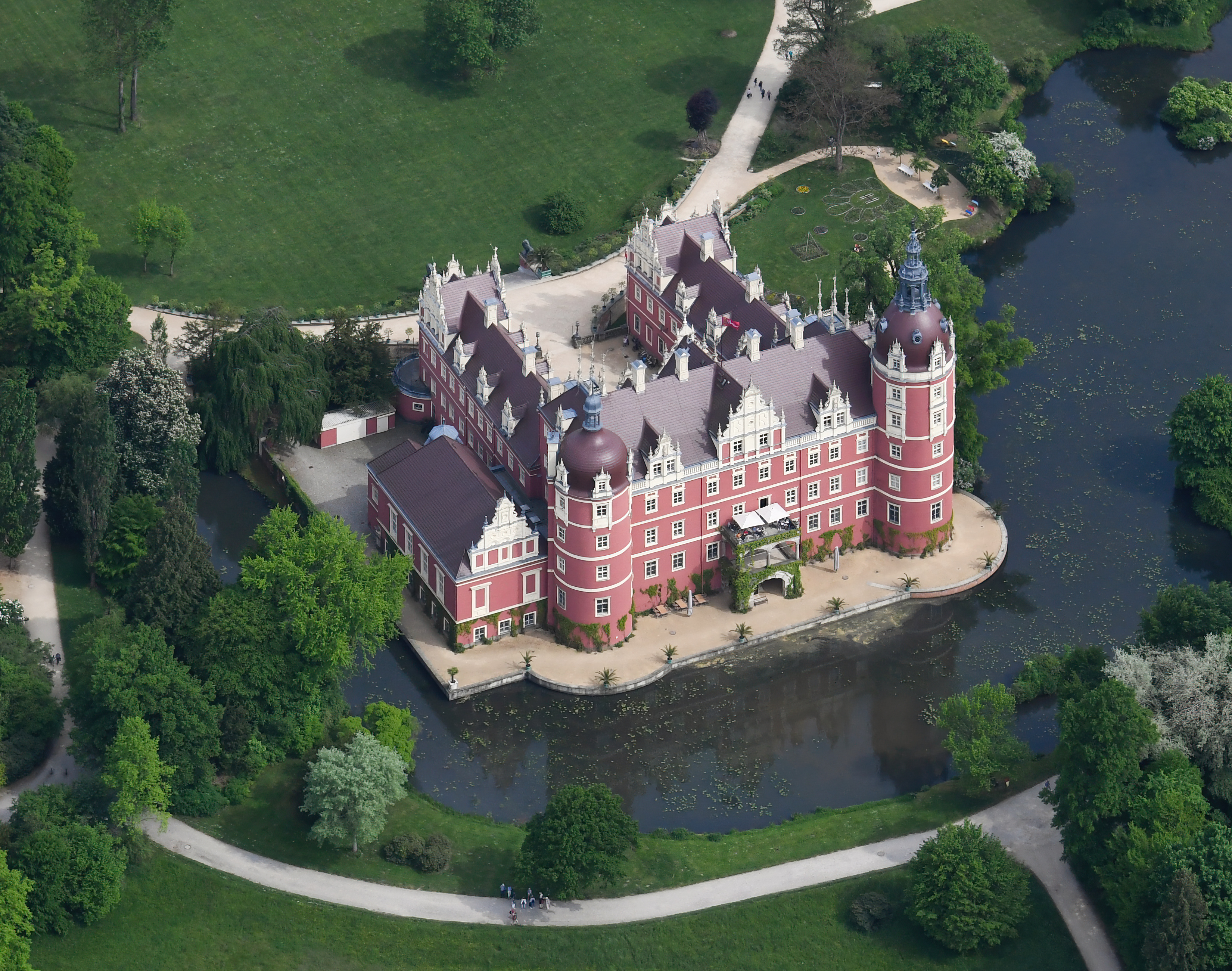
Das Neue Schloss Muskau von Nordwesten aus der Luft gesehen

Schloss Muskau ist eine bedeutende Schlossanlage im Norden des sächsischen Landkreises Görlitz. Weltweit bekannt ist das Schlossensemble durch seine Lage im Fürst-Pückler-Park in Bad Muskau. Die Parkanlage gehört seit dem 2. Juli 2004 zum UNESCO-Weltkulturerbe.

## Beschreibung

### Schloss, Mittelpunkt einer standesherrschaftlichen Hofanlage
Bei den Muskauer Schlossanlagen handelt es sich um einen Komplex mehrerer Gebäude. Diese sind über ein großes Areal im Landschaftspark verteilt. Der Gebäudekomplex besteht aus:
1. dem Neuen Schloss
2. dem Alten Schloss oder Rentamt bzw. Amtshaus
3. dem Gartenpalais oder Kavaliershaus
4. dem Marstall mit Schlossvorwerk und
5. der Orangerie mit gärtnerischen Betriebseinrichtungen.[p 1]

Die Bauten sind über Jahrhunderte währenden Baugeschehens als zweckdienliche Anlagen des jeweiligen Muskauer Standesherren entstanden bzw. verändert worden. Sie dienten in frühester Zeit Sicherungs- und Schutzaufgaben, was heute nicht mehr ohne weiteres erkennbar ist. Später wurden die Gebäude als Verwaltungssitz sowie vornehmlich als Wohn- und Repräsentationsbauten der Herrschaft genutzt. Beim Bau und den späteren Umbauten wurden der Charakter und die Gebäudefunktion den jeweiligen Aufgaben und kulturellen Ansprüchen angepasst. Mit der Zeit entstand eine dem Charakter nach standesherrschaftliche Hofanlage.
Der heutige Zustand zeigt die Gebäude, den Vorstellungen des Fürsten Pückler entsprechend, durch einen Pleasureground in die Parkgestaltung einbezogen. Seine landschaftsgärtnerischen Überlegungen gingen davon aus, dass das Neue Schloss das Zentrum aller Schlossbauwerke und gleichzeitig gemeinsam mit der Stadt den Mittelpunkt des Landschaftsparks bilden sollte.

### Altes Schloss

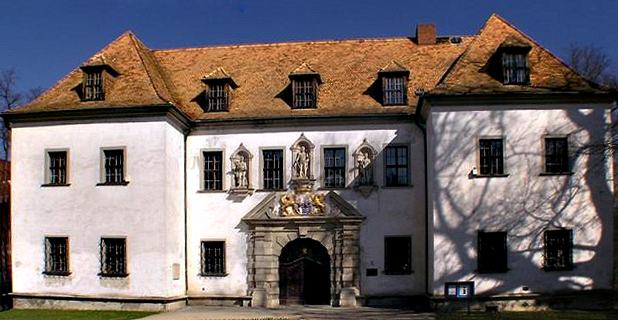
Fassade des Alten Schlosses

Es handelt sich um eine barocke Anlage, die im Grundriss und in der Fassade streng symmetrisch angelegt ist. Die dominierende Rechteckgestaltung wird in der Hauptfront durch zwei außenliegende Stummelflügel unterbrochen. Das Gebäude trägt ein mit Erkern besetztes steil ansteigendes Walmdach.
Bei diesem Gebäude handelt es sich jedoch in keiner Weise um ein einstiges Schloss. Es ist das von Curt Reinicke II. von Callenberg zum Verwaltungssitz umgebaute, der Stadt zugerichtete Torhaus der alten Burganlage. Die Eingangshalle mit den beiden seitwärtigen Treppenaufgängen lässt die einstige Funktion noch erahnen. Die Bezeichnung „Altes Schloss“ geht auf Herrmann von Pückler zurück, der für seine Parkschöpfung, ähnlich den britischen Landschaftsparks, ein älteres Bauwerk als Statussymbol brauchte.
Die Hauptfront ist der Stadt zugewandt. Das prächtige barocke Eingangsportal unterstreicht den schlossartigen Charakter. Das angedeutete Giebelfeld des Portals ziert das Doppelwappen der Adelsfamilien Callenberg und Dohna. Das schmiedeeiserne Ziergitter im Toroberlicht trägt die Initialen von Traugott von Arnim. In Nischen über dem Eingang stehen die Symbolfiguren „Wilder Mann“, Wappenträger der Stadt Muskau, Flora und Hygeia. Diese wurden 1974 nach erfolgtem Wiederaufbau des Gebäudes eingebracht. Schöpfer ist der Dresdner Bildhauer Werner Hempel. Ursprünglich standen in den Nischen die Steinplastiken der ehemaligen Besitzer der Standesherrschaft, Fabian von Schoenaich (Standesherr von 1558 bis 1589), Carl Christoph von Dohna (1606–1625) und Curt Reinicke II. von Callenberg (1672–1709), die 1863 vom Prinzen der Niederlande aufgestellt wurden. Diese Plastiken wurden im Zweiten Weltkrieg stark beschädigt. Teile davon stehen heute im Treppenaufgang des Neuen Schlosses.
Auf der Rückfront des Baues ist ein prächtiger Mittelrisalit ausgeprägt. Dessen Putzstruktur, wie schon beim Eingangsportal, durch Quaderungen und Nutungen geschmückt sind. Der Risalit nimmt das rückwärtige Portal und zwei Rundbogenfenster im ersten Stock auf. Das Portalgesims trägt einen angedeuteten Fensterbalkon.
Heute sind in diesem Gebäude die Tourismusinformation der Stadt, das Stadtmuseum und das Standesamt untergebracht. Das ausgebaute Dachgeschoss beherbergt einen kleinen Konzertsaal.

### Neues Schloss

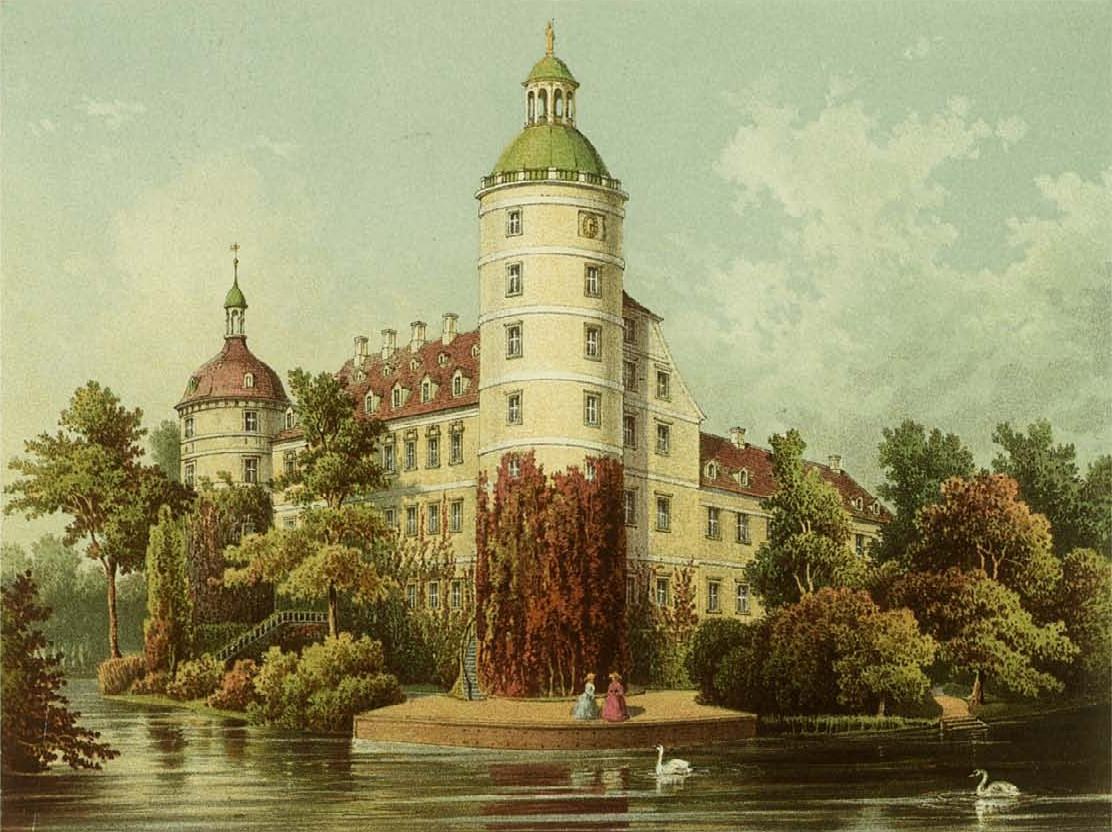
Das Neue Schloss Muskau, Mitte des 19. Jahrhunderts

Beim Neuen Schloss handelt es sich um eine Dreiflügelanlage im Neorenaissancestil. Der Schlosshof öffnet sich nach Osten zum Park hin. Die Verbindung zum Park wird durch eine von Schinkel entworfene gewaltige Schlossrampe gebildet, wodurch eine schlüssige Verbindung von Parklandschaft und Bauwerk entsteht. Der Mittel- oder Westflügel ist ein viergeschossiger Bau. An seinen Scheitelpunkten zum Süd- und Nordflügel befindet sich je ein Rundturm von unterschiedlicher Höhe. Die Seitenflügel sind dreigeschossig ausgeführt.

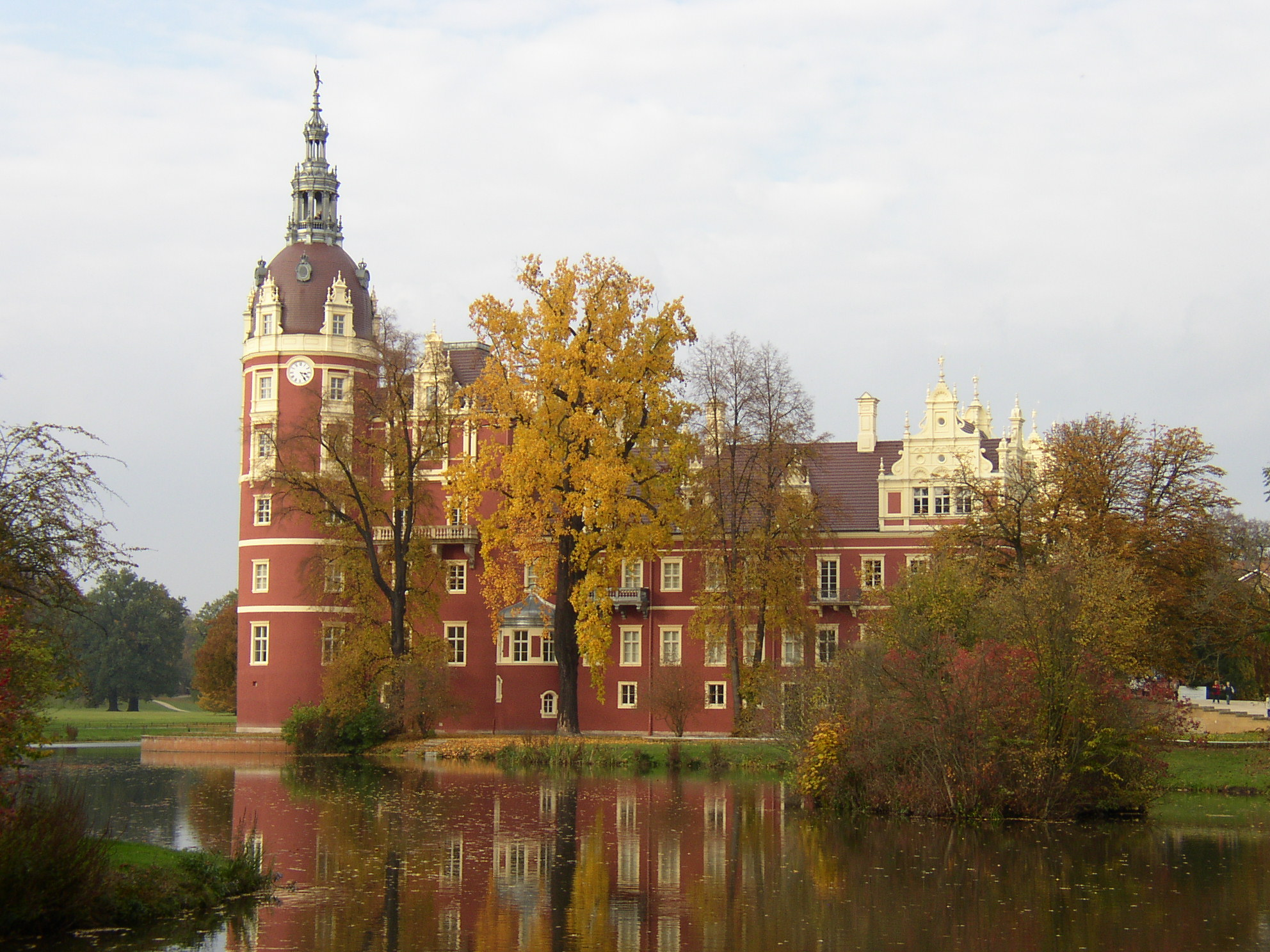
Südflügel des Neuen Schlosses

Das Schloss zeichnet sich dem Baustil entsprechend durch eine Vielzahl von Schmuckelementen aus, wie Ziergiebel und -gitter, Balkone, Figuren, Laternen, Schmuckfriesen und filigrane Turmhauben. Den Südgiebel des Mittelflügels zieren die zwei Sandsteinfiguren der Architekten Maximilian Franz Strasser und Hermann Wentzel, die von 1863 bis 1866 im Auftrag des Prinzen der Niederlande den Umbau im Neorenaissancestil planten und durchführten.
Der Bau weist mehrere Besonderheiten auf, die baugeschichtlichen Ursprungs sind. Zu nennen sind die an beiden Seitenflügeln nach Osten zeigenden Turmstümpfe. Es sind die vom Bauherren übernommenen, noch vorhandenen Bastionen aus der frühen Neuzeit. Der Nordflügel fügt sich nicht rechtwinklig in das Gesamtbauwerk ein und die beiden Seitenflügel sind ungleich breit. Die Ursachen dafür liegen in der Nutzung der Fundamente der Bauten der mittelalterlichen Wasserburg und der ersten Schlossanlage von 1520/30. Die Stockwerksgliederung von Hof- und Außenseite sind nicht identisch. Curt Reinicke II. von Callenberg ließ nach 1672 mit einer zweiten Zugbrücke nach Osten eine unmittelbare Verbindung zum Barockgarten herstellen, deshalb war die Aufschüttung des Innenhofs bis zum 1. Stock notwendig.
Heute ist im Mittelflügel des Neuen Schlosses die Besucherinformation der Fürst-Pückler-Stiftung untergebracht. Der Südflügel beherbergt die ständige Ausstellung zum Leben und Wirken des Parkschöpfers und der Nordflügel die Grüne Schule, eine Aus- und Weiterbildungsstätte für Parkpflegernachwuchs. Der Südwestturm ist als Aussichtsturm besteigbar und bietet aus 35 m Höhe einen guten Blick auf die Parkanlage.

### Kavaliershaus

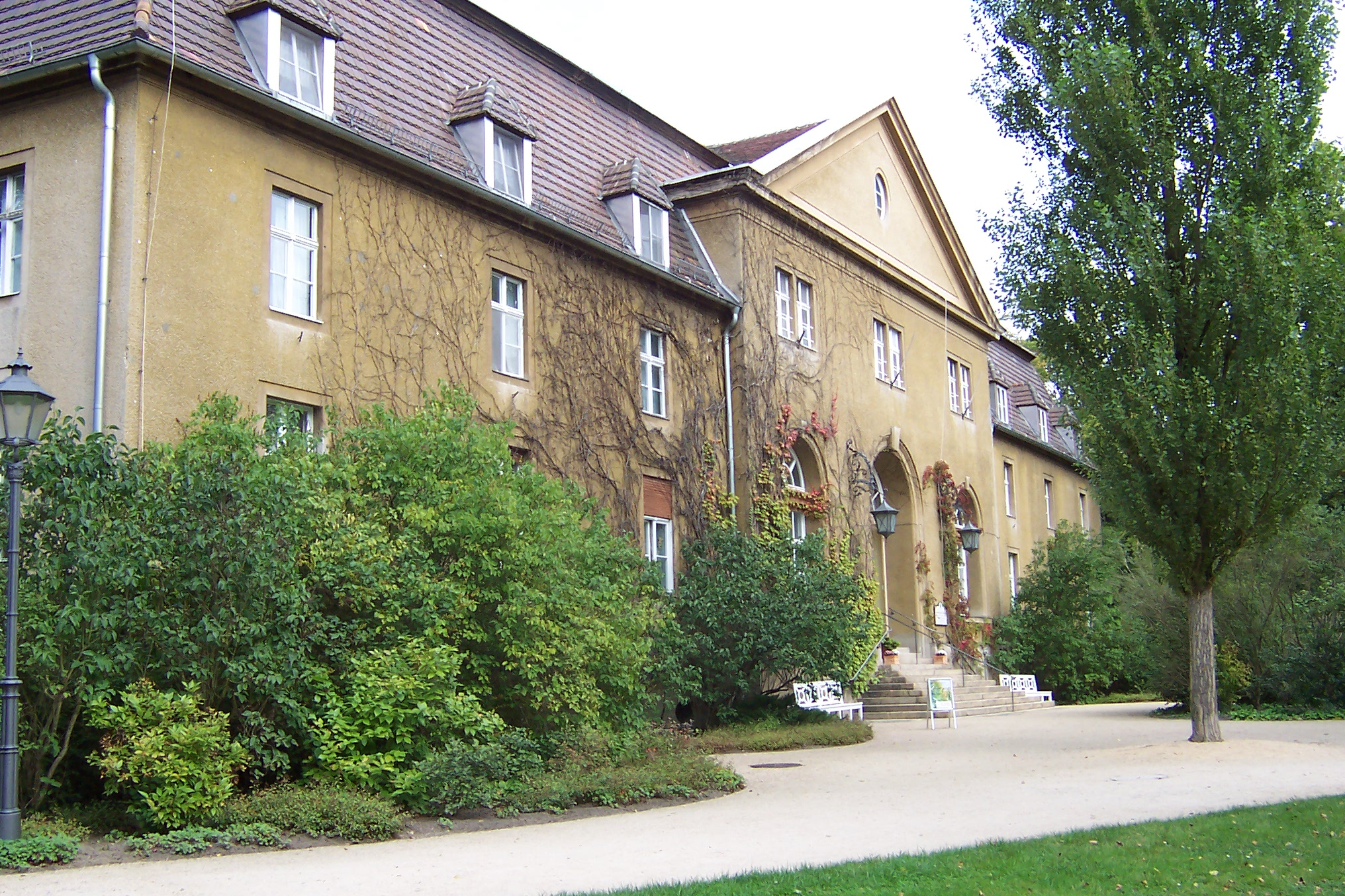
Kavaliershaus, bis 2009 Moorbad mit Gaststätte

Das äußerlich schlichte Bauwerk wendet sich mit der Hauptfront dem Neuen Schloss zu. Es ist ein zweigeschossiger Bau mit Mansarddach. Dieses ist durch Dacherker untergliedert. Den Rechteckbau ziert ein Mittelrisalit, dessen breiter Dreiecksgiebel in das Dach hineinreicht. Die zum Eingang führende Freitreppe, das Korbbogenportal und die seitlichen, überdimensionalen Rundbogenfenster im Mittelrisalit unterstreichen den herrschaftlichen Eindruck.
Das Gebäude hat in seiner Geschichte recht vielseitige Funktionen erfahren. Nach seiner Erbauung durch Curt Reinicke II. von Callenberg diente es als Gartenpalais. Später wurde es als Theater und unter Prinz Friedrich der Niederlande als Gästehaus genutzt. Unter Graf Hermann von Arnim-Muskau erhielt das Gebäude sein heutiges, schlichtes Aussehen. Er baute 1934 das vormalige Kavaliershaus zum Witwensitz seiner Mutter Sophie von Arnim um.
Das Kavaliershaus ist eines der wenigen Gebäude im Park, das keine Kriegsschäden erlitt. Von 1946 bis 1949 war hier das Krankenhaus eingerichtet. Am 12. Mai 1950 wurde das Gebäude einer weiteren Bestimmung übergeben. Es beherbergte seit diesem Zeitpunkt das Kurmittelhaus des Moorbades der Stadt Bad Muskau.

### Marstall mit Schlossvorwerk

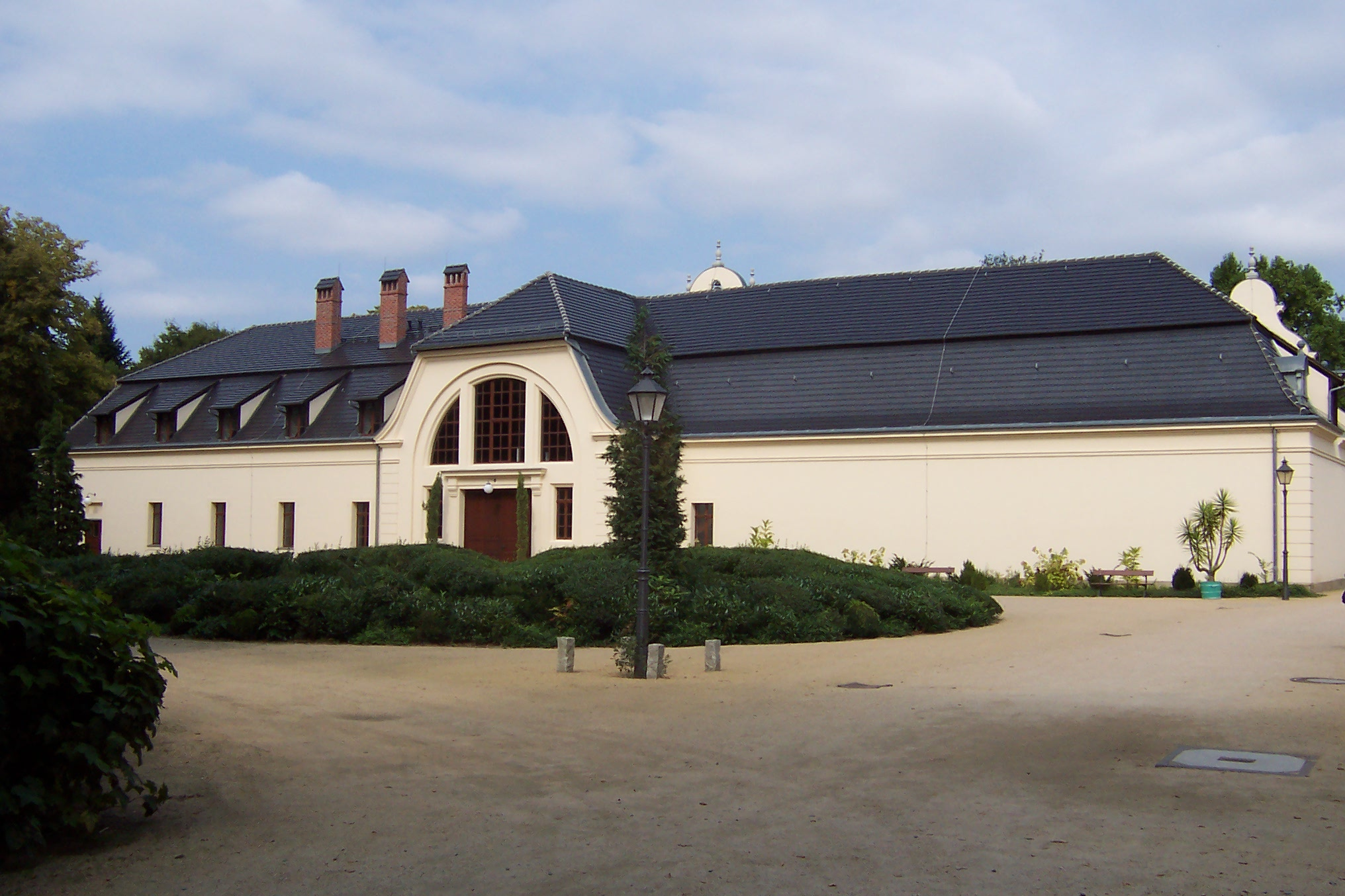
Marstall, von Süden aus gesehen

Bei diesem Gebäudekomplex handelt es sich um die Anlagen der herrschaftlichen Reitstallungen und Stellplätze für die Kutschen sowie um einen Wohnbereich für die Beamten der Herrschaftsverwaltung. Ein weiterer Teil wurde als Remise zur Abstellung von Gartengeräten benutzt.
Baulich stellt die Anlage einen offenen Vierseitenhof dar. Der Gebäudekomplex ist einstöckig gehalten. Bei den Gebäuden treffen zwei Baustile aufeinander. Das nordwärts stehende Wohngebäude ist im Stil der normannischen Gotik errichtet. Die übrigen Gebäude sind im Stil der Neorenaissance ausgeführt. Die Gebäude zeichnen sich durch Ziergiebel und Gesimse entsprechend dem Baustil aus.
Der Marstall befindet sich in der Südfront. Er trägt ein Mansarddach. Ihn zeichnen vier Eingangsportale aus, davon auf der Westseite ein bedachtes vorgesetztes Portal und auf der Nordseite drei Portale mit dachüberscheitenden Ziergiebel.
Bei dem westwärts und ostwärts gerichteten Gebäude handelt es sich in der Dachgestaltung um Krüppelwalmdächer, die mit Dacherker untergliedert sind. Das nach Osten zeigende Wohngebäude enthält eine Gebäudedurchfahrt in Richtung der Schlossgärtnerei. Etwas abseits im Park befindet sich die ehemalige Reithalle von 1922/1923.
Die Gebäude werden derzeit als Wohnungen, Vereinsräume, Café und Verkaufsräume für Gewerbetreibende genutzt. Der Marstall diente zuletzt als Ausstellungshalle. Es ist vorgesehen ihm die Funktion eines Konzertsaals zuzuweisen um die Orangerie ihrer eigentlichen Bestimmung zuführen zu können.

### Orangerie und Gewächshäuser

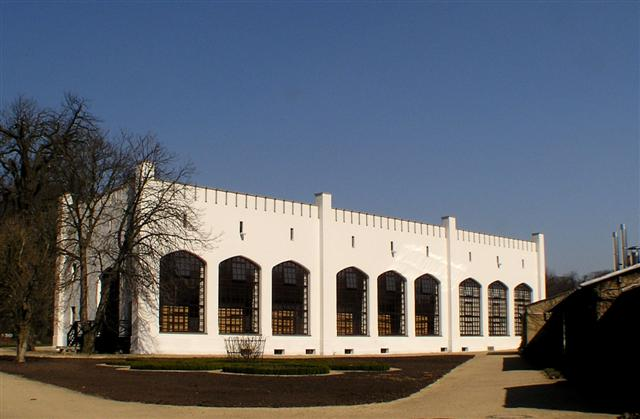
Orangerie

Die Muskauer Orangerie hat eine bewegte Geschichte. Sie wurde wegen der ungünstigen parkgestalterischen Standorte von Pückler zweimal abgerissen und an neuem Ort wieder aufgebaut. Neben ihrem Hauptzweck, der Überwinterungsunterbringung der großen Kübelpflanzen von der Schlossrampe, diente die Orangerie nach 1945 auch als Jugendherberge und Gerätehaus.
Der derzeitige Zustand entspricht weitestgehend dem Entwurf Ludwig Persius von 1844. Die Orangerie ist ein rechteckiger Flachbau mit ungewöhnlicher Architektur. Es werden gotische mit maurischen Stilelementen vermischt. Die nach Süden ausgerichtete Hauptfront wird durch schlanke Turmandeutungen in drei, mit je drei Fenstern ausgestattete Mauerflächen unterteilt. Die Mauerkrone zieren Zinnen. An der Westseite befindet sich der über eine Holzrampe zugängliche Saaleingang. Die nördliche Rückfront des Gebäudes ist zweistöckig ausgeführt. Die Räumlichkeiten sind über drei Eingangsbereiche erreichbar. Sie dienten vormals zu Heizzwecken und als Wirtschaftsräume. Der Saal der Orangerie wird derzeit noch als Konzert- und Tagungssaal genutzt. Die 2005 geschaffenen Büroräume dienen der Stiftung „Fürst-Pückler-Park Bad Muskau“ als Verwaltungssitz.
Südlich der Orangerie in spitzem Winkel vorgelagert befindet sich ein Gewächshauskomplex. Dieser wurde im Jahr 1833 durch Pückler als Ananashäuser geplant und als solche bis 1920 genutzt. Der Gewächshauskomplex wurde seit 1956 als gärtnerische Schauanlage, als sogenanntes Tropenhaus, betrieben. Derzeit ist die Anlage wegen bautechnischer Mängel für den Besucherverkehr gesperrt.

## Besitzgeschichte
Von den frühesten Besitzern ist nur wenig gesichertes Urkundenmaterial vorhanden. Um 1253 ist Markgraf Heinrich der Erlauchte von Meißen als Besitzer des Zolls in Muskau erwähnt. Inwieweit die Meißner als Besitzer der Mark Lausitz die Burg Muskau selbst in Besitz oder sie weiter verlehnt hatten, kann nicht eindeutig beantwortet werden. Ob die in Urkunden von Herzog Boleslaw von Schlesien genannten Brüder Berold und Thidricus de Muschov auch Burgherren in Muskau waren, ist ebenfalls nicht gesichert. Da jedoch in den Zeugenreihen der Urkunden von 1249 sowie von 1251 auch Witego von Kamenz und Gerhard de Lapide (von Stein) auftauchen ist eine Beziehung zur Lausitz eher anzunehmen als auszuschließen.
Nachdem zwischen 1253 und 1268 die brandenburgischen Askanier in den Besitz der Gebiete der späteren Oberlausitz gelangten, können sich die Besitzverhältnisse auf der Burg Muskau durchaus geändert haben. Eine Verlehnung an treue Parteigänger der Brandenburger ist anzunehmen. Der in mehreren schlesischen Urkunden benannte Tizscho de Muschowe käme als solcher in Betracht. Der in jener Zeit selten vorkommende und ungewöhnliche Vorname Tyzscho lässt die Vermutung zu, dass es sich bei ihm um einen Angehörigen der Familie von Pannewitz handelte.
Erster eindeutig belegter Eigentümer war Bodo von Ileburg. Er hatte die Burg von etwa 1316 bis 1361 im Besitz. Für das Jahr 1361 ist belegt, dass Bodo von Ileburg die Veste Muskau als Brautgabe an Heinrich von Kittlitz übergab. 1365 war Heinrich von Kittlitz jedoch nicht mehr im Besitz der Neißeburg.
Heinrich von Penzig gelangte 1366 in den Besitz der Burganlage und deren Zubehörungen. Die Familie blieb bis 1444 im Besitz der Burg und Herrschaft Muskau. Der umfangreiche Besitzerwerb der Penzigs in der Muskauer Heide machte wahrscheinlich den weiteren Ausbau der Burg in dieser Zeit notwendig.
Mit Wenzel von Bieberstein gelangte 1447 die Herrschaft Muskau mit ihrer Wasserburg in den Besitz dieses bedeutenden böhmischen Adelsgeschlechts. Als 1551 Christoph von Bieberstein kinderlos starb, fiel Muskau als erledigtes Lehen an den König von Böhmen zurück. Von 1558 bis 1589 war die Familie von Schoenaich im Besitz von Muskau.
Im Jahr 1597 verkaufte Kaiser Rudolf II. die Herrschaft an Wilhelm zu Dohna. Mit dem Verkauf wurde Muskau in einen Allodialbesitz verwandelt.

Wappen der Familie Callenberg, in deren Besitz sich das Schloss am längsten befand

Durch die Heirat der Erbtochter Katharina von Dohna gelangte 1644 Schloss Muskau in den Besitz der Familie Callenberg. Schloss und Herrschaft blieben bis 1798 in Callenbergischem Besitz über vier Generationen.
Von 1798 bis 1845 war die Adelsfamilie von Pückler Besitzer der Standesherrschaft und der Schlossanlagen. Mit Prinz Friedrich der Niederlande gelangte Schloss Muskau 1846 in den Besitz eines dynastischen Hauses. 1883 verkaufte seine Tochter Marie, Fürstin zu Wied, Prinzessin der Niederlande, die Standesherrschaft an Graf Traugott Hermann von Arnim.
Die Arnims blieben bis zur Enteignung 1945 im Besitz von Schloss Muskau. Mit diesem Zeitpunkt wurden die Schlossanlagen Eigentum der Stadt Muskau. Am 1. Januar 1992 gingen Park und Schloss in den Besitz des Freistaates Sachsen über.

## Baugeschichte

### Wasserburg in der Neißeniederung
Bei Muskau an der Neiße schnitten sich schon in früher Zeit zwei bedeutende Handelsstraßen. Die ältesten Muskauer Befestigungen dienten der Sicherung dieser Straßen und der vorhandenen Zollstelle am Flussübergang. Der 1245 erstmals erwähnte befestigte Ort war nach heutigen Erkenntnissen eine Wasserburg mit dominanter Turmanlage.
Bei den Sanierungsarbeiten am Neuen Schloss ab 1996 wurden Details kundig, die Schlussfolgerungen zu Aussehen und Funktion der ältesten Anlage gestatten. Es ist davon auszugehen, dass das im Kellergeschoss des Südflügels vorhandene Mauerwerk die Keimzelle der mittelalterlichen Wasserburg ist. Dabei handelt es sich um das Fundament eines Burgturms mit einer Innenraumabmessung von ca. 5,80 × 6,80 m. An diesen in westlicher Richtung angelehnt war ein ca. 16,50 m langer Palas. Östlich vom Turm befand sich ein Brückenhaus, über welches die Burg nach Süden zur Neißefurt verlassen werden konnte. Als Baumaterialien wurden Feld- und Raseneisensteine verwendet. Der Verbundausbau erfolgte mit Lehmziegeln. Die Mauerstärken von 1,80 bis 2,80 m lassen bei dem Turm auf ein mindestens dreigeschossiges Massivbauwerk mit aufgesetzten Fachwerk- oder Holzbau schließen. Der Palas war mindestens zweigeschossig aufgebaut. Eine sichere Datierung der Erbauung ist ohne weitere archäologische Untersuchungen derzeit nicht möglich. Es ist aber anzunehmen, dass der Bau des Turms bis ins 13. Jahrhundert zurückreicht.
In der Lehnsurkunde Kaiser Karls IV. für Heinrich von Kittlitz aus dem Jahre 1361 wird die Burg mit dem Prädikat Veste versehen, was ihre damalige Bedeutung als Burg unterstrich. Die Muskauer Anlage gehörte damit zu den wenigen Oberlausitzer Festungsbauwerken die eine der landesherrlichen Bezeichnungen, Veste, Hus oder Schloss, führen durfte.
In der weiteren Entwicklung entstand die Burg als zweiteilige Anlage mit Vor- und Hauptburg, gesichert durch ein Grabensystem. Die Vorburg war der Hauptburg südlich vorgelagert. Zur Hauptburg gehörten im ausgehenden 14. Jahrhundert die Bauten wie oben beschrieben. Hinzu kamen in nördliche Richtung Wirtschafts- und Gebäude, die den Burgmannen als Wohnung dienten. Die Grundmauern dieser Gebäude werden später als Gründung für den Nordflügel des Schlosses genutzt.
Bis zur Mitte des 15. Jahrhunderts war eine weit ausgedehnte Wehranlage entstanden. Die Bauherren nutzten geschickt die natürlichen und geografischen Gegebenheiten. Von Süden, Osten und Norden schützte die Burg die sumpfige Neißeniederung. So war an den nördlich gelegenen Wirtschaftsgebäuden nur eine turmartige Bastion zum Schutz nach Nordosten notwendig. Den Schutz in Richtung der westlichen Terrassenflächen übernahm eine bewehrte Ringmauer mit einem Wehrturm in südwestlicher Richtung und ein befestigtes Brückenhaus im Bereich der Vorburg. Bei dem stadtwärts gerichteten Torhaus handelt es sich um das heutige Alte Schloss. Einen Nordturm gab es zu dieser Zeit noch nicht.
Wenzel von Bieberstein verlieh im Jahre 1452 Muskau Stadtrechte. Das führt zum Ausbau der städtischen Wehranlagen. In diese Zeit fällt auch der Bau eines nördlichen Wehrturms in der nach Westen gerichteten Ringmauer der noch bestehenden Burg.

### Von der Burg zur repräsentativen Schlossanlage
Ulrich V. von Bieberstein ließ 1520 bis 1530 erste schlossähnliche Umbauten vornehmen. Welchen Umfang diese haben, ist quellenmäßig nicht nachvollziehbar. Es ist jedoch davon auszugehen, dass es sich um Gebäudebaumaßnahmen im Bereich der westwärts gerichteten Ringmauer handelte.
Der Beginn der Errichtung einer umfassenden Schlossanlage geht auf Fabian von Schoenaich, Besitzer von 1558 bis 1573 und von 1587 bis 1589, zurück. Durch einen Brand 1586 wurden große Teile der Burganlage zerstört. Es war eine weitläufige Erneuerung notwendig. Die Veränderungen im Militärwesen und in den gesellschaftlichen Verhältnissen der beginnenden Neuzeit erforderten keine wehrhaften Burganlagen mehr. Die Zeit des aufsteigenden Absolutismus forderte repräsentative Schlossanlagen. So änderte sich der Charakter des Bauwerkes mit dem Wiederaufbau. Eine erste Beschreibung der Anlage bietet das Urbar Kaiser Rudolfs II. von 1590/93. Der Schätzwert von 5 000 Talern zeigt, dass es sich um einen beträchtlichen Bau gehandelt hat.
Die bei der Rekonstruktion in den Jahren 2003/2004 freigelegten Sgraffitoreste belegen, dass die Schlossbaumaßnahmen den West- und Südflügel betrafen. Den Nordflügel gab es zu dieser Zeit als Schlossbestandteil noch nicht. Hier stand nach wie vor das aus dem Mittelalter herrührende separate Gebäude. Der Westflügel war schon zu dieser Zeit viergeschossig und der Südflügel dreigeschossig ausgeführt. Die Bauten der südlich vorgelagerten Vorburg übernahmen schrittweise die Funktion eines Schlossvorwerkes.
In die Besitzzeit der Familie von Dohna fiel die Herstellung der Verbindung des Westflügels mit dem separaten nördlichen Gebäude, durch Schließen der Baulücke zum Nordturm. Eine bildliche oder detaillierte schriftliche Aussage über das Aussehen dieser ersten Dreiflügelanlage ist nicht überliefert.
Nach den Zerstörungen von 1643 im Dreißigjährigen Krieg wurde das Schloss in der Zeit von 1646 bis 1653 durch Curt Reinicke I. von Callenberg als barocke Dreiflügelanlage wiedererrichtet. Wegen der Nutzung der alten Fundamente kam es zu den schon erwähnten Bauanomalien. Callenberg war als Landvogt der Oberlausitz zeitgleich verantwortlich für die Wiederherstellung der Ortenburg in Bautzen. Es ist zu vermuten, dass die dort arbeitenden italienischen Stuckateure Julio Vineti und Johann Comotan auch in Muskau tätig wurden. Ihnen wäre der kürzlich nach Fotos rekonstruierte Rittersaal zuzuschreiben.
In die Zeit der Callenbergs fallen weitere bedeutende Bau- und Umbaumaßnahmen. So wurden ein Gartenpalais errichtet, das alte ausgediente wehrhafte Torhaus zur Stadt zu als Amtshaus ausgebaut, die schon erwähnte Innenhofaufschüttung vorgenommen, ein barockes Haupttreppenhaus im Westflügel eingesetzt, größere Zugbrücken montiert und der Wassergraben großflächiger gestaltet. Den Zustand zeigt eine Lithographie von 1742.

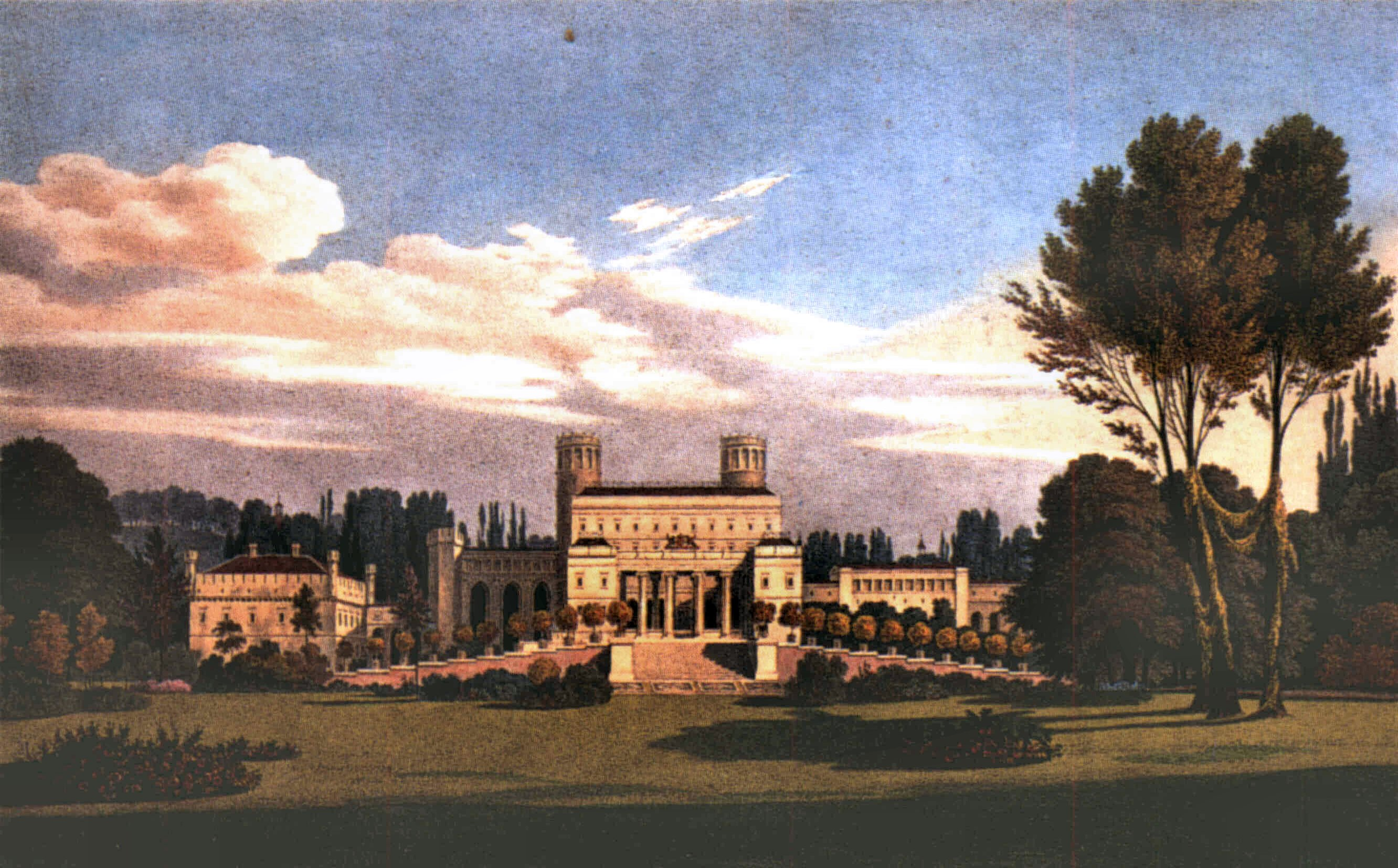
Tafel XV aus Pücklers Werk „Andeutungen über Landschaftsgärtnerei“, Lith. von O. Hermann aus dem Jahr 1834

Pückler plante eine aufwendige Modernisierung durch Karl Friedrich Schinkel, die in den Darstellungen des Schlosses in Pücklers Gartenbuch von 1834 als ausgeführt erscheint, zu der es aber in Wirklichkeit aus Kostengründen nicht kam. Die Tafeln XV, XIX und XX aus seinen „Andeutungen über Landschaftsgärtnerei“ zeigen den von ihm akzeptierten Entwurf. Weite Brücken sollten das Neue und das Alte Schloss sowie das Theater (Kavaliershaus) verbinden. Der Gesamtbau hätte eine Ausdehnung von über 300 m erreicht. Nur die große Schlossrampe wurde 1825 ausgeführt. Pücklers Verdienst an den baulichen Veränderungen der Schlossanlagen liegen im Abriss der alten Festungsbauwerke. Er bereitete damit das Ende des alten festungsbewehrten Schlosses vor und schuf so die Voraussetzungen für den heutigen Repräsentationsbau. Ein Vergleich der Lagepläne A und B aus seinen Andeutungen über Landschaftsgärtnerei zeigt dies.
Die Baumaßnahmen unter Fürst Pückler waren:
- Zweimaliger Abbruch der Orangerie, 1812 auf der Tränenwiese und 1824 auf der Schlosswiese,
- Beseitigung der alten Festungsmauern, Wehranlagen und Zugbrücken ab 1817,[b 4]
- Verfüllung der das Schloss umgebenden Wassergräben ab 1824.
- Abriss des Marstalls und der Wirtschaftsanlagen der Vorburg 1824,[b 5]
- Bau der Schlossrampe 1825 bis 1827,[b 5]
- Errichtung von Gewächshausbauten ab 1833,[b 1]
- Beginn des Neubaus der Orangerie nach einem Entwurf von Ludwig Persius 1844.[b 6]

Den größten Anteil an den baulichen Veränderungen, die zum derzeitigen Aussehen des Neuen Schlosses führten, hatte Prinz Friedrich der Niederlande. Er ließ von 1863 bis 1866 nach den Plänen der Architekten Maximilian Franz Strasser und Hermann Wentzel den Umbau im Stil der Neorenaissance durchführen. Auch das Alte Schloss und das Kavaliershaus wurden diesem Baustil angepasst und so die Pücklersche Auffassung von der Einheit der drei parkbestimmenden Gebäude umgesetzt. Jedoch Baumaßnahmen der Arnims um 1934 und die Rekonstruktion nach dem Zweiten Weltkrieg führten dazu, dass von dieser Überformung nichts mehr erhalten ist.

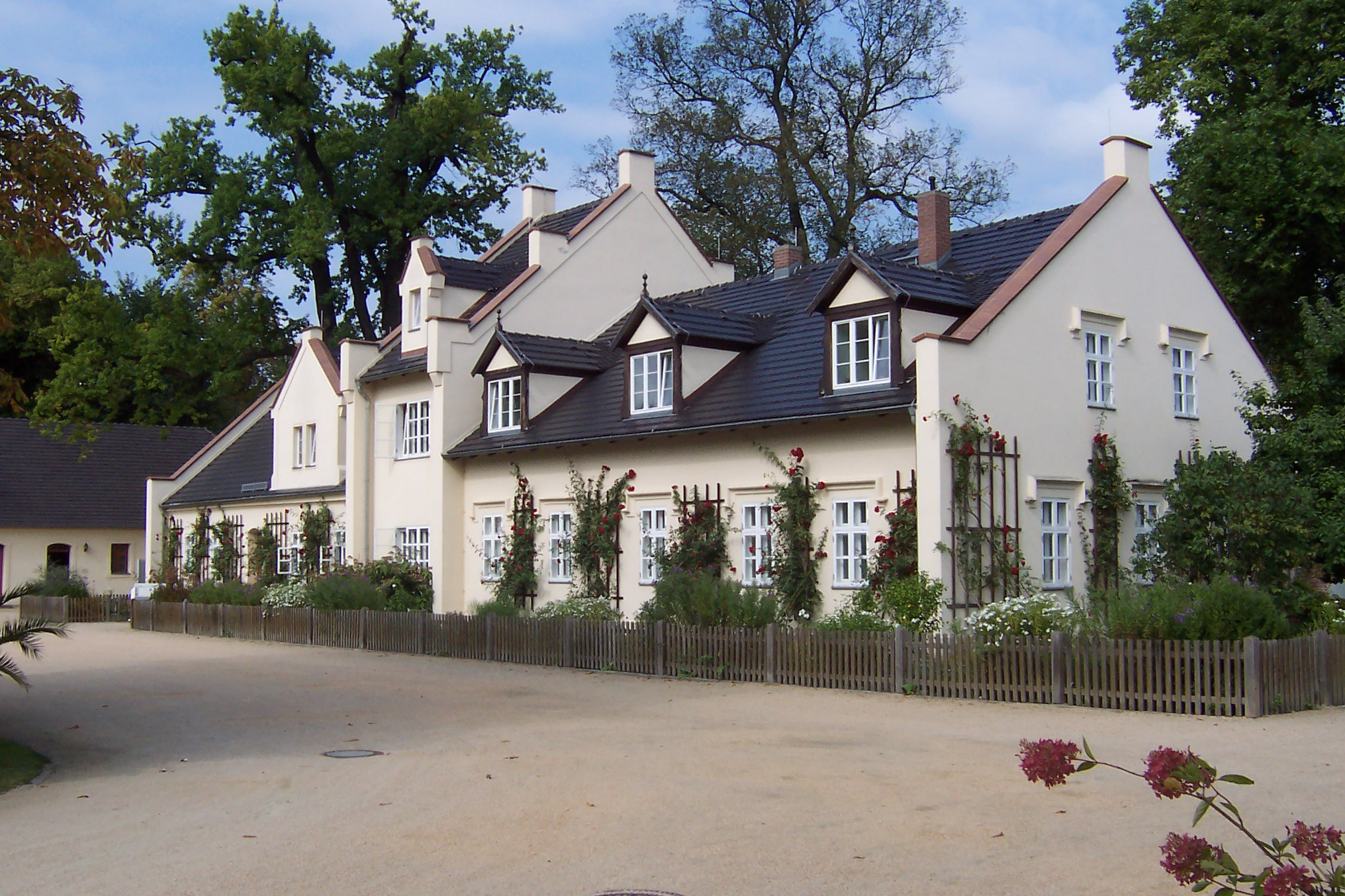
Beamtenwohnhaus im Schlossvorwerk im Stil der normannischen Gotik, errichtet 1850/51

Weitere Baumaßnahmen unter Prinz Friedrich der Niederlande:
- Gestaltung des Vorwerkkomplexes ab 1850 durch den Bau eines Wohnhauses mit Beamtenwohnungen im Stil der normannischen Gotik,[s 6]
- Aufstellung von zwei Löwenplastiken (Wappentier des Niederländers) nach einem Entwurf des Berliner Bildhauers Albert Wolff auf den Treppenwangen der Schlossrampe 1857,[b 7]
- Aufstellung der Sandsteinfiguren ehemaliger Standesherren in den Nischen über dem Eingang des Alten Schlosses,[b 7]
- Erweiterung des Eingangsbereiches des Neuen Schlosses durch einen loggiaartigen Vorbau.[s 12]

Die wesentlichste noch heute sichtbare bauliche Veränderung am Neuen Schloss unter der Familie von Arnim war die Ersetzung des ehemals ockergelben Anstrich des Verputzes durch einen rosafarbenen. Nach dem Tod von Graf Hermann von Arnim erfolgte zwischen 1919 und 1925 außerdem ein umfassender Umbau der Innenräume zur Verbesserung der Wohnkultur durch das renommierte Berliner Architekturbüro von Alfred Breslauer und Paul Salinger. In die Zeit der Familien von Arnim fielen auch einige denkmalpflegerisch fragwürdige Baumaßnahmen. Diese waren mehr den nüchternen Überlegungen des Geschäftsmannes als kulturhistorischen Gesichtspunkten geschuldet, so u. a. der Abriss von Pückler'schen Gewächshäusern zur Schaffung von Baufreiheit für eine Papierfabrik im Park oder der unorganische Anbau des Festsaals und Küchentrakts an der Nordseite des Neuen Schlosses.

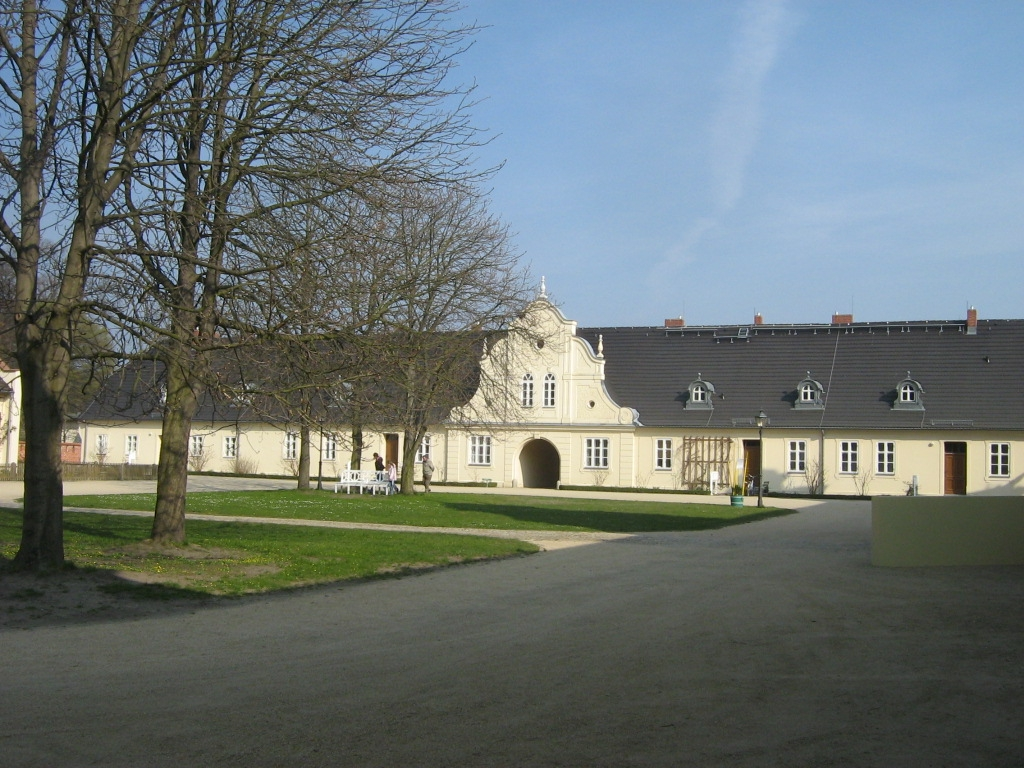
Beamtenwohnhaus im Schlossvorwerk im Neorenaissancestil, errichtet 1901–1902

Baumaßnahmen unter der Familie von Arnim:
- 1888: Errichtung eines Mausoleums östlich der Neiße durch Julius Carl Raschdorff im neugotischen Stil[s 15] (im Zweiten Weltkrieg zerstört, Ruine abgetragen)
- 1900: Anbau des Altans an der Westseite des Neuen Schlosses[b 8]
- Errichtung der Ufermauer an der Westseite des Neuen Schlosses[b 9]
- 1901/1902: Vollendung des Schlossvorwerk-Komplexes im Neorenaissancestil[b 8]
- 1922–1923:Errichtung einer Reithalle neben dem Schlossvorwerk[b 10]
- 1934: Anbau mit Tanzsaal und Küchentrakt an der Nordseite des Neuen Schlosses[b 9]
- 1934: Umbau des Kavaliershauses als Witwensitz[s 5]

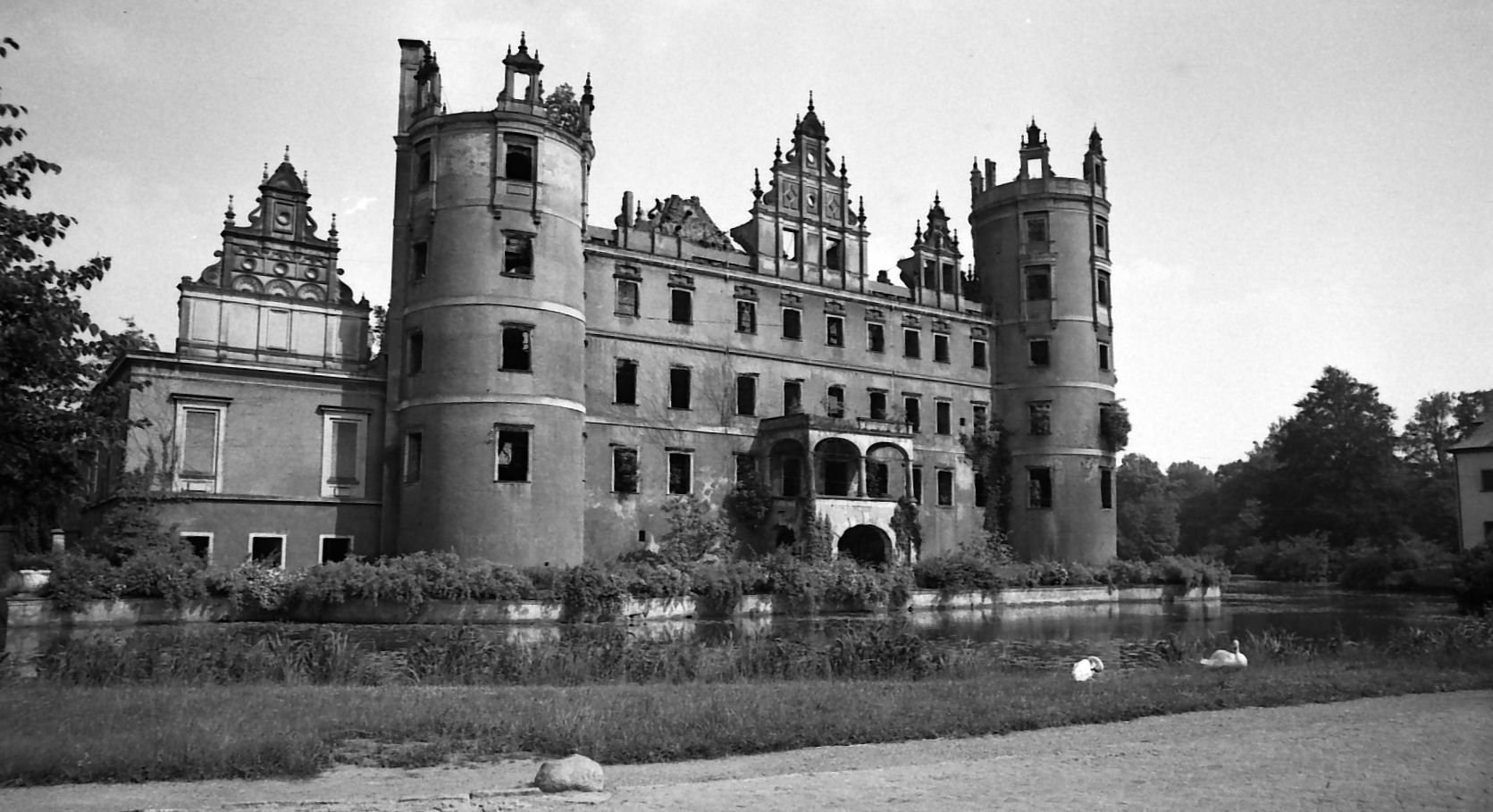
Ruine des Schlosses (1980er Jahre)

### Schlossbauten seit 1945
Ab Februar 1945 durchzog eine deutsche Verteidigungslinie die Parkanlagen. Die Kämpfe bei der Eroberung Muskaus am 16. April durch die Rote Armee richteten an den Gebäuden und im Baumbestand schwere Schäden an.
Ende Mai 1945 schafften Sowjetsoldaten die Inneneinrichtung des Neuen Schlosses ins Freie. An der folgenden Plünderung nahmen Sowjetsoldaten und Einwohner teil. Ein Leipziger Kunsthändler namens Wieland transportierte, offenbar dazu autorisiert, wertvolle Kunstgegenstände per Lastkraftwagen ab. Anschließend brannten Sowjetsoldaten das Neue Schloss nieder.
Bis heute lassen sich im Wesentlichen zwei Phasen in der Gebäuderekonstruktion unterscheiden:
1. Von 1945 bis 1989 die funktionale Ausrichtung der Schlossanlagen als Erholungs- und Heileinrichtungen.
2. Ab 1989 die Restaurierung der Gebäude unter kulturhistorischen Gesichtspunkten als Bestandteil der Pücklerschen Parkgestaltung.

#### Erste Etappe 1945–1989
Ein längerer kulturpolitischer Klärungsprozess führte erst ab 1965 zur beginnenden Rekonstruktion des Alten Schlosses, obwohl der Park 1955 unter Denkmalschutz gestellt wurde. Dabei führte man das Gebäude auf den älteren Barockzustand zurück und verzichtete auf die vielen baulichen Finessen aus der Zeit des Prinzen der Niederlande.
Die Brandruine des Neuen Schloss wurde 1950 enttrümmert. Für den Wiederaufbau und die Nutzung des Gebäudes, das nur noch aus Außenwänden und einigen Gewölben des Erdgeschosses bestand, wurden seit den 1960er Jahren zwar Studien und Projekte vorgelegt, aber bis zum Ende der DDR nicht umgesetzt.
Weitere Baumaßnahmen jener Zeit:
- Eröffnung des Moorbades im Kavaliershaus 1950,[b 11]
- Wiedereröffnung der Schlossgärtnerei und Einrichtung eines Tropenhauses als Schaubetrieb 1959,[b 12]
- Restaurierung der Fassade der Orangerie und Unterbringung der Parkverwaltung 1971.[14]

#### Zweite Etappe ab 1990

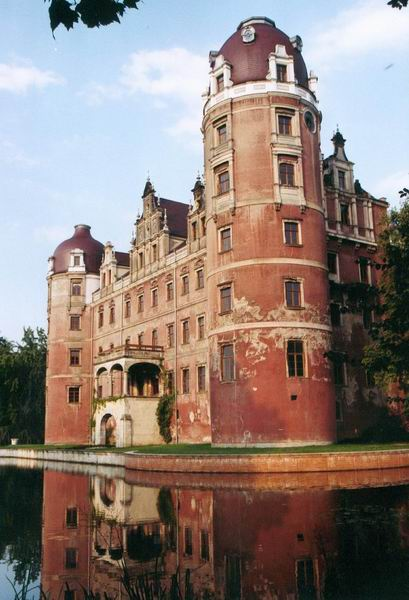
Das Neue Schloss 2003, vor Beginn der aufwendigen Sanierungsarbeiten, so wurden u. a. die Turmhauben mit den Laternen rekonstruiert.

Nach der politischen Wende nahm der Freistaat Sachsen den Park mit seinen Bauten in Besitz und brachte die Immobilien in die 1993 gegründete unselbständige Stiftung „Fürst-Pückler-Park Bad Muskau“ ein. So wurde es möglich, die Mittel stärker zu konzentrieren und die verwaltungstechnischen Strukturen zu schaffen, die notwendig waren, um Park und Schlossbauten im kulturhistorischen Kontext pflegen zu können. Folgerichtig wurden 1990 dringend notwendige Sicherungsmaßnahmen zum Schutz der Ruine des Neuen Schlosses durchgeführt. Die zielgerichtete Restaurierung begann 1995 und wurde 2013 abgeschlossen.

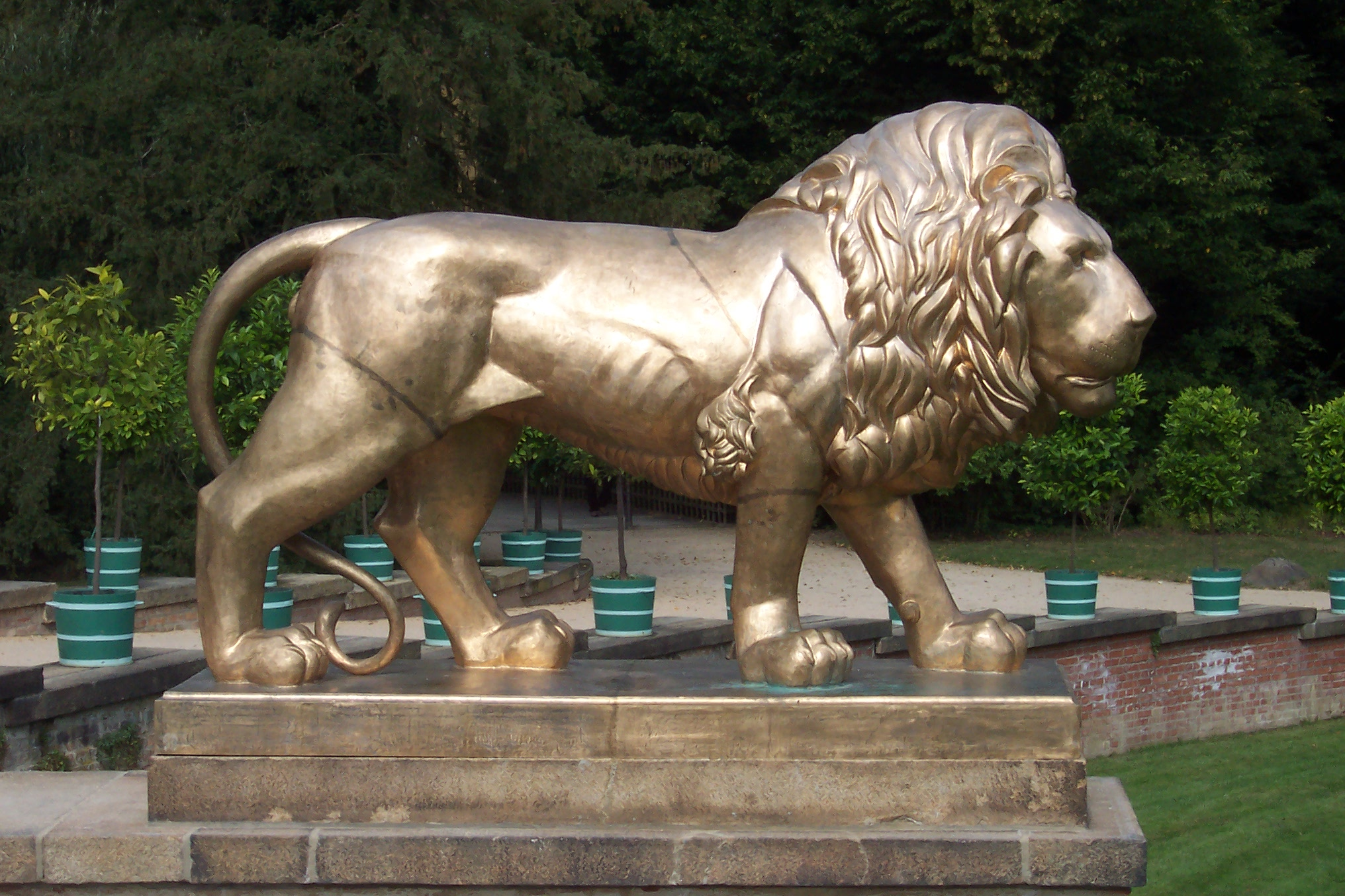
Neu geschaffene Löwenplastik von Kristof Grunert und Steffen Bachmann

Weitere Baumaßnahmen dieser Etappe waren:
- Restaurierung der Orangerie 1994.
- Sanierung der Bauten des Schlossvorwerkes 1995–2004,
- Aufarbeitung der Schlossrampe 2004/05.[s 16]

2009 fand die Wiederaufstellung der mit Spendenmitteln neu erschaffenen ersten Löwenplastik auf der nördlichen Treppenwange der Schlossrampe statt, der zweite folgte 2010.